# Kisbárkány, Nógrád
Kisbárkány  este un sat în districtul Salgótarján, județul Nógrád, Ungaria, având o populație de 227 de locuitori (2011). 

## Demografie
Componența etnică a satului Kisbárkány
     Maghiari (85,54%)
     Romi (14,46%)
Componența confesională a satului Kisbárkány
     Romano-catolici (85,02%)
     Luterani (2,64%)
     Necunoscută (12,33%)
Conform recensământului din 2011, satul Kisbárkány avea 227 de locuitori. Din punct de vedere etnic, majoritatea locuitorilor (85,54%) erau maghiari, cu o minoritate de romi (14,46%).  Din punct de vedere confesional, majoritatea locuitorilor (85,02%) erau romano-catolici, cu o minoritate de luterani (2,64%). Pentru 12,33% din locuitori nu este cunoscută apartenența confesională.